# Балья (ільче)
Балья (тур. Balya) — ільче (округ) у складі ілу Баликесір на заході Туреччини. Адміністративний центр — місто Балья.

## Склад
До складу ільче (округу) входить 3 буджаки (райони) та 43 населених пункти (2 міста та 43 села):
| Поселення | Площа, км² | Населення, осіб (2010) | Центр     | Населені пункти |
| --------- | ---------- | ---------------------- | --------- | --------------- |
| Балья     | -          | 10146                  | Балья     | 29              |
| Данішмент | -          | 2557                   | Данішмент | 8               |
| Илиджа    | -          | 2382                   | Илиджа    | 8               |

### Найбільші населені пункти
| №  | Населений пункт | Населення, осіб (2010) |
| -- | --------------- | ---------------------- |
| 1  | Балья           | 1 902                  |
| 2  | Дерекьой        | 784                    |
| 3  | Илиджа          | 753                    |
| 4  | Чамавшар        | 734                    |
| 5  | Єнікавак        | 564                    |
| 6  | Дьортйол        | 543                    |
| 7  | Каялар          | 540                    |
| 8  | Хаджихюсеїн     | 538                    |
| 9  | Манджили        | 500                    |
| 10 | Доганлар        | 481                    |